# Lambdina invexata
Lambdina invexata är en fjärilsart som beskrevs av Walker 1862. Lambdina invexata ingår i släktet Lambdina och familjen mätare. Inga underarter finns listade i Catalogue of Life.